# Рожен (булевард в София)
Вижте пояснителната страница за други значения на Рожен.
„Рожен“ е основен булевард и радиален път в София. Дължината на булеварда е 4010 m.

## Обекти
На бул. „Рожен“ или в неговия район се намират следните обекти (от юг на север):
- ПГ по железопътен транспорт „Никола Корчев“
- 6 ОДЗ
- 54 СОУ „Свети Иван Рилски“
- ПГ по химични и микробиологични технологии „Проф. П. Райков“
- храм „Св. Равноапостол Велик княз Владимир“
- Спортен комплекс „Локомотив“ (със стадион „Локомотив“), №23
- Спортна зала „Локомотив“
- Читалище „Отец Паисий“
- 98 НУ „Св. св. Кирил и Методий“
- 83 ОДЗ „Славейче“